# E. Preston Ames
E. Preston Ames (San Mateo, 15 de junho de 1906 — Los Angeles, 20 de julho de 1983) é um diretor de arte estadunidense. Venceu o Oscar de melhor direção de arte em duas ocasiões: por An American in Paris e Gigi.